# وكالة أنباء الفلبين
وكالة الأنباء الفلبينية ( PNA ) هي وكالة الأنباء الرسمية للحكومة الفلبينية . تخضع وكالة الأنباء لإشراف ورقابة مكتب الأخبار والمعلومات ، وهو وكالة تابعة لمكتب عمليات الاتصالات الرئاسية . تم تأسيسها في 1 مارس 1973 من قبل الرئيس فرديناند ماركوس ،  ومقرها حاليًا في مدينة كويزون .
كانت إحدى الوكالات التي استخدمها ماركوس لوضع وسائل الإعلام الفلبينية تحت الحصار والسيطرة على جميع مصادر المعلومات.
المشتركون الرئيسيون أو المؤسسات الإخبارية التي تستخدم موادها هم شبكات PTV و راديو الفلبين التي تديرها الدولة ؛ والصحيفة العريضة المؤيدة للإدارة ،مانيلا بوليتين ومانيلا تايمز.

## روابط خارجية
- الموقع الرسمي